# Tränen aus Kajal
Tränen aus Kajal ist ein Lied der deutschen Popsängerin und Rapperin Céline. Das Stück ist die erste Singleauskopplung aus Célines erstem Extended Play Instinkt.

## Entstehung und Artwork
Tränen aus Kajal wurde von Céline selbst – unter ihrem bürgerlichen Namen Céline Dorka – gemeinsam mit den Koautoren Jan Platt, Yanek Stärk und dem Produzentenquartett Beatgees (bestehend aus: Philip Böllhoff, Hannes Büscher, Sipho Sililo und David Vogt) geschrieben. Die Produktion erfolgte durch das Berliner Produzententeam Beatgees. Das Mastering erfolgte durch den Stuttgarter Tontechniker Gökhan Güler. Für die Instrumentation war unter anderem der Deutschrapper M.I.K.I an den Streichinstrumenten verantwortlich.
Auf dem Frontcover der Single ist – neben Künstlernamen und Liedtitel – Céline, auf dem Rücksitz eines Wagens, zu sehen. Sie trägt eine türkise Bomberjacke, eine schwarze Baseball-Mütze und darüber ein Kopftuch. Die Fotografie entstammt den Arbeiten zum dazugehörigen Musikvideo.

## Veröffentlichung und Promotion
Die Erstveröffentlichung von Tränen aus Kajal erfolgte als Download und Streaming am 3. April 2020. Die Veröffentlichung erfolgte als Einzeltrack durch die Musiklabels A Million, BTGS und Groove Attack. Verlegt wurde das Lied durch Beatgees Publishing sowie BMG Rights Management. Am 16. Oktober 2020 erschien das Stück auf Célines erstem Extended Play Instinkt.
Um das Lied zu bewerben, lud Céline am 30. März 2020 erstmals zwei Screenshots aus dem Musikvideo auf ihren sozialen Medien hoch. Sie veröffentlichte die Bilder mit den Worten „03.04.2020“. Am 20. November 2020 trat sie mit Tränen aus Kajal während der Verleihung der 1 Live Krone auf.

## Inhalt
| „Nach allem, was war, bist du nicht mehr da. Und ich wünschte, du wärst mir egal. Die Nacht leuchtet schwarz, bringst mich um den Schlaf. Ich wein’ für dich Trän’n aus Kajal. Auch wenn du gehst, irgendwas bleibt. Ich will, dass du da bist. Auch wenn du gehst, irgendwas bleibt. Ich will, dass du da bist.“ – Refrain, Originalauszug | Der Liedtext zu Tränen aus Kajal ist in deutscher Sprache verfasst. Die Musik und der Text wurden gemeinsam von dem Produzententeam Beatgees, Céline, Jan Platt und Yanek Stärk geschrieben beziehungsweise komponiert. Musikalisch bewegt sich das Lied im Bereich des Hip-Hops und Raps. Das Tempo beträgt 170 Schläge pro Minute. Die Tonart ist c-Moll. Inhaltlich handelt es sich bei Tränen aus Kajal um eine Rap-Ballade über Trennungsschmerz. Es geht um Trauer, die Sorge nicht zu wissen wie es weitergeht und um schlaflose Nächte. Aufgebaut ist das Lied auf einer Strophe, einem Refrain sowie einer Bridge. Das Lied beginnt zunächst mit dem Refrain, auf die die erste Strophe folgt. Nach der ersten Strophe folgt erneut der Refrain, der mit einem sogenannten „Post-Chorus“ endet. Der gleiche Vorgang wiederholt sich mit der zweiten Strophe. Nach dem zweiten Refrain erfolgt ein drittes Mal der Refrain, mit dem das Lied endet. |

## Musikvideo
Das Musikvideo zu Tränen aus Kajal feierte am 3. April 2020 um 0:00 Uhr seine Premiere auf YouTube. Das Video zeigt Céline, die das Lied vor verschiedenen Kulissen singt. Zum einen sieht man sie komplett in weiß gekleidet, vor einem pinken Hintergrund, auf dem Boden sitzend. Zum anderen sieht man sie in einem Jeans-Jumpsuit stehend, vor einem blauen Hintergrund. Eine weitere Szene zeigt sie vor und auf der Rückbank eines Wagens. Des Weiteren sieht man sie vor einem Turm aus Fernsehgeräten. Die Gesamtlänge des Videos beträgt 2:30 Minuten. Das Video entstand unter der Leitung von Fati.tv. Bis heute zählt das Musikvideo über 12,5 Millionen Aufrufe bei YouTube (Stand: Juni 2021).

## Mitwirkende
| Liedproduktion - Philip Böllhoff: Komponist, Liedtexter, Musikproduzent - Hannes Büscher: Komponist, Liedtexter, Musikproduzent - Céline Dorka: Gesang, Komponist, Liedtexter, Rap - Gökhan Güler: Mastering - M.I.K.I: Streichinstrumente - Jan Platt: Komponist, Liedtexter - Sipho Sililo: Komponist, Liedtexter, Musikproduzent - Yanek Stärk: Komponist, Liedtexter - David Vogt: Komponist, Liedtexter, Musikproduzent Unternehmen - A Million: Musiklabel - Beatgees Publishing: Verlag - BMG Rights Management: Verlag - BTGS: Musiklabel - Fati Media Group: Filmproduzent (Musikvideo) - Groove Attack: Musiklabel | Musikvideo - Hely Doan: Friseur, Schminke, Styling - Fati.tv: Farbkorrektur, Filmeditor, Filmproduzent, Kameramann - Florid: Visueller Effekt - Jana Höft: Styling - Samet Kaya: Supervision - Francesco MeCe: Beleuchter - Christoph Sommer: Kameraassistent - Carlos Vasquez: Oberbeleuchter |

## Rezeption

### Chartplatzierungen
Tränen aus Kajal erreichte in Deutschland Rang 17 der Singlecharts und konnte sich insgesamt 18 Wochen in den Charts platzieren. In den deutschsprachigen Singlecharts erreichte die Single Rang acht, in den deutschen Streamingcharts Rang 16 und in den deutschen Downloadcharts Rang 82. Des Weiteren konnte sich die Single mehrere Wochen in den deutschen iTunes-Tagesauswertungen platzieren und erreichte mit Position 42 seine höchste Chartnotierung am 7. April 2020. In Österreich erreichte Tränen aus Kajal mit Rang 51 seine höchste Chartnotierung und platzierte sich acht Wochen in den Charts. 2020 belegte Tränen aus Kajal Rang 84 der Single-Jahrescharts in Deutschland.
Für Céline als Autorin und Interpretin ist Tränen aus Kajal nach Für mich der zweite Charterfolg in den deutschen Singlecharts sowie der erste in Österreich. Die Beatgees erreichten in ihrer Autoren- oder Produzententätigkeit hiermit zum 25. Mal die Charts in Deutschland sowie zum 15. Mal in Österreich. Für Platt ist Tränen aus Kajal nach Deja Vu (Mike Singer) und Für mich der dritte Autorenbeitrag in den deutschen Singlecharts sowie nach Deja Vu der zweite in Österreich. Stärk erreichte hiermit nach Für mich zum zweiten Mal die Charts in Deutschland.
| ChartsChartplatzierungen | Höchstplatzierung | Wochen |
| ------------------------ | ----------------- | ------ |
| Deutschland (GfK)        | 17 (18 Wo.)       | 18     |
| Österreich (Ö3)          | 51 (8 Wo.)        | 8      |

| ChartsJahrescharts (2020) | Platzierung |
| ------------------------- | ----------- |
| Deutschland (GfK)         | 84          |

### Auszeichnungen für Musikverkäufe
Tränen aus Kajal erhielt im Juni 2021 eine Goldene Schallplatte für über 200.000 verkaufte Einheiten in Deutschland.
| Land/Region        | Auszeichnungen für Musikverkäufe (Land/Region, Auszeichnung, Verkäufe) | Verkäufe |
| ------------------ | ---------------------------------------------------------------------- | -------- |
| Deutschland (BVMI) | Gold                                                                   | 200.000  |
| Insgesamt          | 1× Gold ·                                                              | 200.000  |

Hauptartikel: Céline (Musikerin)/Diskografie#Auszeichnungen für Musikverkäufe